# Eugenol
Eugenol (C10H12O2) es guaiacol con una cadena alil sustituida. i.e. 2 metoxi-4-(2-propenil)fenol. El eugenol es un miembro de los compuestos de la clase alilbencenos. Es un líquido oleoso de color amarillo pálido extraído de ciertos aceites esenciales, especialmente del clavo de olor, la nuez moscada y la canela. Es difícilmente soluble en agua y soluble en solventes orgánicos. Tiene un agradable olor a clavo.

## Usos modernos
Experimentalmente se puede obtener eugenol realizando una mezcla de alcohol etílico y clavos de olor (Syzygium aromaticum) y realizando posteriormente una destilación.
- Se emplea en perfumes, saborizantes, aceites esenciales y como antiséptico y anestésico local.
- Se utilizaba en la producción de isoeugenol para la fabricación de vainillina, pero actualmente es desplazado por el uso de petroquímicos.
- En odontología se utiliza como eugenato de zinc, obtenido al mezclarlo con óxido de zinc.  Se usa como cemento dental para obturaciones temporales o provisorias (popularmente, por su olor característico es el clásico "olor a dentista").
- Los derivados del eugenol o del metoxifenol se usan ampliamente en perfumería y como saborizantes, para formular atrayentes de insectos y absorbentes de radiación UV, analgésicos, biocidas y antisépticos.
- También se emplean para la fabricación de estabilizantes y antioxidantes para plásticos y hules.
- Además se utilizan como insecticidas.
- Se menciona como componentes principales de los cigarros de clavo al eugenol y a la nicotina.
- Se usan como fuente de carbono en Pseudomonas y Bacillus (isoeugenol en el caso de Bacillus) para la obtención de Vanilina (vainilla artificial).

### Ventajas
La ventaja de este compuesto es que puede ser de uso casero, ya que de frente se puede poner el clavo de olor en la muela o en la boca para su uso como analgésico y antiséptico.
Otra ventaja de este es que también se lo puede encontrar en otras plantas o especies como en la pimienta de Jamaica, la pimienta india, la albahaca, las semillas de zanahoria, la canela, el laurel, la mejorana, el hisopo, el poleo, la nuez moscada, etc., sólo que en el clavo de olor tiene el 80% del eugenol concentrado.

### Desventajas
Una de sus desventajas es que es posible que una sobredosis cause un amplio rango de síntomas sanguíneos y en la orina, desde convulsiones, diarreas, náuseas, inconsciencia y aturdimiento hasta pulso cardíaco elevado.
El aceite esencial que contiene eugenol -si se aplica sobre la piel durante demasiado tiempo- puede producir quemaduras, dermatitis o llagas. Un uso interno inadecuado de este aceite puede producir graves daños a los órganos corporales e incluso la muerte. Resulta totalmente contraindicado en el embarazo, la lactancia, y en casos de gastritis y úlcera gastroduodenal.

## Toxicidad
Es posible que una sobredosis cause un amplio rango de síntomas sanguíneos y en la orina, desde convulsiones, diarreas, náuseas, inconsciencia y aturdimiento hasta pulso cardíaco elevado.